# Farmacoresistenza
La farmacoresistenza o più semplicemente resistenza ai farmaci è la riduzione dell'efficacia di un farmaco nel trattamento della malattia o nella cura dei sintomi della persona. Il trattamento prima tossico per gli organismi ora diventa tollerato.
La farmaco-resistenza avviene negli elementi patogeni più velocemente quando il farmaco in questione viene usato in misura inadeguata come quantità di posologia somministrata e durata del trattamento, tanto più con farmaci che vengano eliminati più lentamente e rimanendo in circolo più a lungo (maggiore emivita).

## Eziologia
La causa è una alterazione genetica dell'organismo patogeno, oppure all'acquisizione da parte del plasmoide resistente di un piccolo pezzo vagante di DNA. Esistono anche altre cause sempre legate ai mutamenti dei segmenti del DNA, anche tramite acquisizione di nuovi geni. Esistono poi cause specifiche come nel caso di antibiotici betalattamici, dove il formarsi di specifici enzimi ne blocca l'attivazione degli stessi.

## In oncologia
La resistenza in tale disciplina consiste nel fallimento della regressione della forma tumorale dopo trattamenti con la chemioterapia o con radioterapia.
Il gruppo guanidinico all'interno delle molecole di arginina determina la loro capacità dell'amminoacido di far attraversare la membrana cellulare a agenti esterni. È utilizzato da batteri e virus per penetrare nelle cellule sane, ed è stato impiegato in unione a molecole di un chemioterapico (il taxolo) per vincere la farmacoresistenza delle cellule tumorali (all'interno di un cancro alle ovaie nei ratti).